# The High End of Low Tour
The High End of Low Tour — світовий концертний тур американського рок-гурту Marilyn Manson. Він стартував на підтримку сьомого студійного альбому The High End of Low, який було видано 20 травня 2009 р. Зимовий північноамериканський етап скасували.
Ідею платівки The High End Of Low (життя, як кіно) відображено в тому, що кожну пісню на концерті представлено як окрему дію. Куліси підняті, щоб підкреслити театральність ефекту: Менсон поправляє макіяж прямо на сцені, асистенти допомагають йому змінювати гардероб на очах у публіки. На початку кожної пісні на сцені з'являється асистент, і, знаменуючи початок нової композиції, клацає перед Менсоном нумератором з хлопавкою, що передає кінематографічний вислів «Світло! Камера! Мотор!»
Під час першого європейського етапу туру вперше на «Great Big White World» Менсон виконував трек всередині білого лайтбоксу за напівпрозорою плівкою, що відділяло Менсона від слухачів (цей прийом також було використано на «If I Was Your Vampire» під час ранніх дат туру).
Гурт приєднався до Slayer як хедлайнер фестивалю «Mayhem Festival» 2009 р. У прес-релізі зазначалося: «Менсон наразі працює у студії над своїм сьомим студійним альбомом, що вийде 18 травня на Interscope Records».

## Виступи
Більшу частину туру фронтмен носив чорну сорочку без рукавів із зображенням леза бритви спереду й чорні вузькі шкіряні штани. На «Devour» чи «Great Big White World» у більшості випадків Менсон був у білому пальті. Іноді на «Great Big White World» фронтмен виходив з лайтбоксу, зриваючи поліетиленову плівку. На «Dried Up, Tied and Dead to the World» Менсон грав на гітарі, під час «If I Was Your Vampire», «Arma-Goddamn-Motherfuckin-Geddon», «Running to the Edge of the World» та «Leave a Scar» лідер гурту використовував мікрофон у вигляді ножа (раніше помічений протягом туру Rape of the World Tour). На «Four Rusted Horses (Opening Titles Version)» Менсон спалював Біблію.
Під час «Pretty as a Swastika» й «Arma-goddamn-motherfuckin-geddon» на сцені були присутні банери з логотипом долара. На «Irresponsible Hate Anthem» Менсон мав на голові нацистський шолом, при цьому він тримав прапор країни, в якій відбувався концерт. На «Pretty as a Swastika» лідер групи також одягав поліцайський кашкет у стилі Альґемайне СС.
Протягом фінального європейського етапу на «Devour» та «Coma White»/«Coma Black» на задньому фоні з'явилася нова проєкція промо-фото кімнати Менсона, виконана в червоно-синіх тонах, на стінах котрої він, за його словами, записував тексти пісень альбому. На «Cruci-Fiction in Space» виконавець носив рукавиці з лазерами, приєднаними до пальців.
На «The Dope Show» у Менсона на голові був циліндр, перед піснею звучав діалог з фільму «Злети й падіння: Історія Дьюї Кокса» (англ. «Walk Hard: The Dewey Cox Story»). На «The Dope Show» та «Leave a Scar» фронтмен також використовував кінопроєктори. У Барселоні, Іспанія, на «Running to the Edge of the World» Менсон співав Еван Рейчел Вуд у мікрофон у формі ножа, акторка робила вигляд, ніби вона помирає від втрати крові, лежачи на ліжку посеред сцени.
14 грудня 2009 у Манчестері, Англія, колишній концертний басист гурту Роб Голлідей зіграв з Marilyn Manson «Little Horn». 25 серпня 2009 у Помоні, штат Каліфорнія, Керрі Кінґ зі Slayer виконав з групою «Little Horn» і «Irresponsible Hate Anthem».

## Сет-ліст
Нижче наведено перелік пісень, які звучали найчастіше, у порядку, в котрому вони зазвичай виконувалися
1. «Live Intro 2009»
2. «Cruci-Fiction in Space»
3. «Disposable Teens»
4. «Pretty as a Swastika»
5. «Little Horn»
6. «The Love Song»
7. «Irresponsible Hate Anthem»
8. «Four Rusted Horses (Opening Titles Version)»
9. «Arma-Goddamn-Motherfuckin-Geddon»
10. «Devour»
11. «Track 99»
12. «Dried Up, Tied and Dead to the World»
13. «Blank and White»
14. «Coma White»/«Coma Black (a) Eden Eye»
15. «Running to the Edge of the World»
16. «I Want to Kill You Like They Do in the Movies»
17. «We're from America»
18. «Leave a Scar» (містить інтро з «Abuse, Part 1 (There Is Pain Involved)»)
19. «The Dope Show» (містить інтро з «Dewey Cox Cocaine»)
20. «Wight Spider»
21. «Rock Is Dead» (містить інтро з «Dancing with the One-Legged…»)
22. «WOW»
23. «Great Big White World» (містить інтро «Fuck Frankie»)
24. «Sweet Dreams (Are Made of This)»
25. «Whole Wide World»
26. «Rock 'n' Roll Nigger»
27. «If I Was Your Vampire»
28. «Tourniquet»
29. «The Beautiful People» (містить інтро з «Baby You're a Rich Man»)

## Учасники
- Мерілін Менсон — вокал
- Твіґґі — гітара, бек-вокал
- Енді Ґерольд — бас-гітара
- Кріс Вренна — клавішні
- Джинджер Фіш — барабани

## Дати концертів
| №                             | Дата                          | Місто                           | Країна                        | Місце проведення                       |
| Європейський фестивальний тур | Європейський фестивальний тур | Європейський фестивальний тур   | Європейський фестивальний тур | Європейський фестивальний тур          |
| ----------------------------- | ----------------------------- | ------------------------------- | ----------------------------- | -------------------------------------- |
| 1                             | 3 червня 2009                 | Брно                            | Чехія                         | Velodrom                               |
| 2                             | 5 червня 2009                 | Нюрбурґрінґ                     | Німеччина                     | Rock am Ring                           |
| 3                             | 6 червня 2009                 | Нюрнберг                        | Німеччина                     | Rock im Park                           |
| 4                             | 8 червня 2009                 | Інсбрук                         | Австрія                       | Olympiahalle                           |
| 5                             | 9 червня 2009                 | Братислава                      | Словаччина                    | Incheba Expo                           |
| 6                             | 11 червня 2009                | Дрезден                         | Німеччина                     | Junge Garden                           |
| 7                             | 13 червня 2009                | Дербі                           | Англія                        | Download Festival                      |
| 8                             | 17 червня 2009                | Порту                           | Португалія                    | Porto Portugal Coliseum                |
| 9                             | 19 червня 2009                | Більбао                         | Іспанія                       | Kobetasonik Festival                   |
| 10                            | 20 червня 2009                | Кліссон                         | Франція                       | HELLFEST                               |
| 11                            | 22 червня 2009                | В'єнна                          | Франція                       | Theatre Antique                        |
| 12                            | 23 червня 2009                | Женева                          | Швейцарія                     | SEG Geneva Arena                       |
| 13                            | 24 червня 2009                | Лінц                            | Австрія                       | Intersport Arena                       |
| 14                            | 27 червня 2009                | Гетеборг                        | Швеція                        | Metaltown Festival                     |
| 15                            | 28 червня 2009                | Дессел                          | Бельгія                       | Graspop Metal Meeting                  |
| 16                            | 1 липня 2009                  | Крістіансанн                    | Норвегія                      | The Quart Festival                     |
| 17                            | 4 липня 2009                  | Шопрон                          | Угорщина                      | Volt Festival                          |
| Rockstar Mayhem Festival      |                               |                                 |                               |                                        |
| 18                            | 10 липня 2009                 | Вітленд, штат Каліфорнія        | США                           | Sleep Train Amphitheatre               |
| 19                            | 11 липня 2009                 | Маунтін-В'ю, штат Каліфорнія    | США                           | Shoreline Amphitheatre                 |
| 20                            | 12 липня 2009                 | Сан-Бернардіно, штат Каліфорнія | США                           | Glen Helen Pavilion                    |
| 21                            | 14 липня 2009                 | Оберн, штат Вашингтон           | США                           | White River Amphitheater               |
| 22                            | 17 липня 2009                 | Фінікс, штат Аризона            | США                           | Cricket Pavilion                       |
| 23                            | 18 липня 2009                 | Альбукерке, штат Нью-Мексико    | США                           | Journal Pavilion                       |
| 24                            | 19 липня 2009                 | Ґрінвуд-Віллідж, штат Колорадо  | США                           | Coors Amphitheatre                     |
| 25                            | 21 липня 2009                 | Боннер-Спінґс, штат Канзас      | США                           | Sandstone Amphitheater                 |
| 26                            | 22 липня 2009                 | Меріленд-Гейтс, штат Міссурі    | США                           | Verizon Wireless Amphitheater          |
| 27                            | 24 липня 2009                 | Атланта, штат Джорджія          | США                           | Lakewood Amphitheater                  |
| 28                            | 25 липня 2009                 | Ноблсвілл, штат Індіана         | США                           | Verizon Wireless Music Center          |
| 29                            | 26 липня 2009                 | Тінлі-Парк, штат Іллінойс       | США                           | First Midwest Bank Amphitheatre        |
| 30                            | 28 липня 2009                 | Торонто                         | Канада                        | Molson Amphitheater                    |
| 31                            | 29 липня 2009                 | Скрентон, штат Пенсильванія     | США                           | Toyota Pavilion                        |
| 32                            | 31 липня 2009                 | Каягоґа-Фоллс, штат Огайо       | США                           | Blossom Music Center                   |
| 33                            | 1 серпня 2009                 | Піттсбург, штат Пенсильванія    | США                           | Post Gazette Pavilion                  |
| 34                            | 2 серпня 2009                 | Кларкстон, штат Мічиган         | США                           | DTE Energy Music Theatre               |
| 35                            | 4 серпня 2009                 | Менсфілд, штат Массачусетс      | США                           | Tweeter Center for the Performing Arts |
| 36                            | 6 серпня 2009                 | Вірджинія-Біч, штат Вірджинія   | США                           | Virginia Beach Amphitheater            |
| 37                            | 7 серпня 2009                 | Камден, штат Нью-Джерсі         | США                           | Tweeter Center at the Waterfront       |
| 38                            | 8 серпня 2009                 | Гартфорд, штат Коннектикут      | США                           | New England Dodge Music Center         |
| 39                            | 9 серпня 2009                 | Бристоу, штат Вірджинія         | США                           | Nissan Pavilion                        |
| 40                            | 11 серпня 2009                | Тампа, штат Флорида             | США                           | Ford Amphitheatre                      |
| 41                            | 12 серпня 2009                | Вест-Палм-Біч, штат Флорида     | США                           | Sound Advice Amphitheater              |
| 42                            | 14 серпня 2009                | Сан-Антоніо, штат Техас         | США                           | AT&T Center                            |
| 43                            | 15 серпня 2009                | Даллас, штат Техас              | США                           | Superpages.com Center                  |
| 44                            | 16 серпня 2009                | Оклахома-Сіті, штат Оклахома    | США                           | Zoo Amphitheater                       |
| Північна Америка              |                               |                                 |                               |                                        |
| 45                            | 21 серпня 2009                | Парадайз, штат Невада           | США                           | The Joint у Hard Rock Hotel and Casino |
| 46                            | 22 серпня 2009                | Сан-Дієго, штат Каліфорнія      | США                           | House of Blues                         |
| 47                            | 24 серпня 2009                | Анахайм, штат Каліфорнія        | США                           | Grove of Anaheim                       |
| 48                            | 25 серпня 2009                | Помона, штат Каліфорнія         | США                           | The Fox Theatre                        |
| 49                            | 26 серпня 2009                | Вентура, штат Каліфорнія        | США                           | Majestic Ventura Theatre (Скасовано)   |
| 50                            | 28 серпня 2009                | Сан-Франциско, штат Каліфорнія  | США                           | The Warfield                           |
| 51                            | 29 серпня 2009                | Рино, штат Невада               | США                           | Grand Sierra Resort and Casino         |
| 52                            | 31 серпня 2009                | Спокен, штат Вашингтон          | США                           | Knitting Factory                       |
| 53                            | 1 вересня 2009                | Міссула, штат Монтана           | США                           | Wilma Theatre                          |
| 54                            | 3 вересня 2009                | Спокен, штат Вашингтон          | США                           | Knitting Factory                       |
| 55                            | 4 вересня 2009                | Бойсе, штат Айдахо              | США                           | Knitting Factory                       |
| 56                            | 5 вересня 2009                | Маґна, штат Юта                 | США                           | The Great Saltair                      |
| 57                            | 7 вересня 2009                | Портленд, штат Орегон           | США                           | Roseland Theatre                       |
| 58                            | 8 вересня 2009                | Вікторія                        | Канада                        | Save-On-Foods Memorial Centre          |
| 59                            | 10 вересня 2009               | Калгарі                         | Канада                        | Southern Alberta Jubilee Auditorium    |
| 60                            | 11 вересня 2009               | Едмонтон                        | Канада                        | Shaw Conference Centre                 |
| 61                            | 13 вересня 2009               | Вінніпег                        | Канада                        | MTS Centre                             |
| 62                            | 14 вересня 2009               | Меплвуд, штат Міннесота         | США                           | Minneapolis Theater                    |
| 63                            | 15 вересня 2009               | Мілвокі, штат Вісконсин         | США                           | The Rave/Eagles Ballroom               |
| 64                            | 17 вересня 2009               | Торонто                         | Торонто                       | Air Canada Centre                      |
| 65                            | 19 вересня 2009               | Лондон                          | Торонто                       | John Labatt Centre                     |
| 66                            | 20 вересня 2009               | Каната                          | Торонто                       | Scotiabank Place                       |
| 67                            | 22 вересня 2009               | Монреаль                        | Торонто                       | Bell Centre                            |
| 68                            | 23 вересня 2009               | Квебек                          | Торонто                       | Pavillon de la Jeunesse                |
| 69                            | 25 вересня 2009               | Галіфакс                        | Торонто                       | Halifax Metro Centre                   |
| 70                            | 26 вересня 2009               | Монктон                         | Торонто                       | Moncton Coliseum                       |
| Австралія                     |                               |                                 |                               |                                        |
| 71                            | 5 жовтня 2009                 | Перт                            | Австралія                     | Challenge Stadium                      |
| 72                            | 7 жовтня 2009                 | Аделаїда                        | Австралія                     | Thebarton Theatre                      |
| 73                            | 8 жовтня 2009                 | Аделаїда                        | Австралія                     | Thebarton Theatre                      |
| 74                            | 10 жовтня 2009                | Мельбурн                        | Австралія                     | Festival Hall                          |
| 75                            | 11 жовтня 2009                | Мельбурн                        | Австралія                     | Festival Hall                          |
| 76                            | 13 жовтня 2009                | Сідней                          | Австралія                     | Enmore Theatre                         |
| 77                            | 14 жовтня 2009                | Сідней                          | Австралія                     | Hordern Pavilion                       |
| 78                            | 17 жовтня 2009                | Брисбен                         | Австралія                     | Entertainment Centre                   |
| Азія                          |                               |                                 |                               |                                        |
| 79                            | 20 жовтня 2009                | Осака                           | Японія                        | Zepp                                   |
| 80                            | 21 жовтня 2009                | Наґоя                           | Японія                        | Zepp                                   |
| 81                            | 22 жовтня 2009                | Токіо                           | Японія                        | Zepp                                   |
| 82                            | 24 жовтня 2009                | Міхама                          | Японія                        | V-Rock Festival                        |
| Європа                        |                               |                                 |                               |                                        |
| 83                            | 6 листопада 2009              | Мальме                          | Швеція                        | Malmö Arena (Скасовано)                |
| 84                            | 8 листопада 2009              | Осло                            | Норвегія                      | Oslo Spektrum (Скасовано)              |
| 85                            | 9 листопада 2009              | Стокгольм                       | Швеція                        | Ericsson Globe (Скасовано)             |
| 86                            | 11 листопада 2009             | Гельсінкі                       | Фінляндія                     | Hartwall Areena                        |
| 87                            | 12 листопада 2009             | Санкт-Петербург                 | Росія                         | Нова Арена                             |
| 88                            | 13 листопада 2009             | Москва                          | Росія                         | B1 Maximum                             |
| 89                            | 15 листопада 2009             | Рига                            | Латвія                        | Arena Riga                             |
| 90                            | 17 листопада 2009             | Варшава                         | Польща                        | Stodola                                |
| 91                            | 18 листопада 2009             | Берлін                          | Німеччина                     | Tempodrome                             |
| 92                            | 19 листопада 2009             | Кельн                           | Німеччина                     | Palladium                              |
| 93                            | 21 листопада 2009             | Гамбург                         | Німеччина                     | Alsterdorfer Sporthalle                |
| 94                            | 23 листопада 2009             | Франкфурт-на-Майні              | Німеччина                     | Jahrhunderthalle                       |
| 95                            | 24 листопада 2009             | Мюнхен                          | Німеччина                     | Zenith Halle                           |
| 96                            | 26 листопада 2009             | Тревізо                         | Італія                        | Palaverde                              |
| 97                            | 27 листопада 2009             | Мілан                           | Італія                        | PalaSharp                              |
| 98                            | 29 листопада 2009             | Тулуза                          | Франція                       | Le Zénith                              |
| 99                            | 1 грудня 2009                 | Лісабон                         | Portugal                      | Praça de Touros do Campo Pequeno       |
| 100                           | 3 грудня 2009                 | Мадрид                          | Іспанія                       | Palacio de los Deportes                |
| 101                           | 4 грудня 2009                 | Барселон                        | Іспанія                       | Estadi Olímpic Lluís Companys          |
| 102                           | 6 грудня 2009                 | Лілль                           | Франція                       | Le Zénith                              |
| 103                           | 7 грудня 2009                 | Амстердам                       | Нідерланди                    | Heineken Music Hall                    |
| 104                           | 9 грудня 2009                 | Брикстон                        | Англія                        | O2 Academy Brixton                     |
| 105                           | 10 грудня 2009                | Брикстон                        | Англія                        | O2 Academy Brixton                     |
| 106                           | 13 грудня 2009                | Бірмінгем                       | Англія                        | O2 Academy Birmingham                  |
| 107                           | 14 грудня 2009                | Манчестер                       | Англія                        | Manchester Academy                     |
| 108                           | 15 грудня 2009                | Глазго                          | Шотландія                     | O2 Academy Glasgow                     |
| 109                           | 17 грудня 2009                | Ноттінгем                       | Англія                        | Trent FM Arena                         |
| 110                           | 18 грудня 2009                | Антверпен                       | Бельгія                       | Lotto Arena                            |
| 111                           | 20 грудня 2009                | Люксембург                      | Люксембург                    | Rockhal                                |
| 112                           | 21 грудня 2009                | Париж                           | Франція                       | Le Zénith                              |